# Ah Puch
Ah Puch, també conegut com a Kitzin (El Pudent), Yum-Kimil, Hun Ahau, en la mitologia maia és el déu i rei de Xibalbá, l'inframon. Descrit com un esquelet o cadàver amb un rostre de jaguar (o mussol) adornat amb campanes. I és espòs de la deessa Ixtab o Xtabay.
Correspon al quart lloc, per l'ordre de la seva representació, al déu de la mort, que apareix 88 vegades en els tres manuscrits. Té per cap una calavera, mostra les costelles nues i projeccions de la columna vertebral; si el seu cos està cobert de carn, aquesta es veu inflada i coberta de cercles negres que suggereixen la descomposició.
Accessoris imprescindibles del vestit del déu de la mort són els seus ornaments en forma de cascavells. Aquests apareixen algunes vegades lligats als seus cabells o a faixes que li cenyeixen els avantbraços i cames, però més sovint estan presos d'un collaret en forma de golilla. Aquests cascavells de totes mides, fets de coure i de vegades d'or, es van trobar en considerables quantitats durant el dragatge del Pou dels sacrificis de Chichén Itzá, se suposa que en el lloc on havien estat llançats amb les víctimes immolades.
Ah Puch, l'antítesi d'Itzamná, té com ell 2 jeroglífics del seu nom, i és, després d'aquest, l'única deïtat que es distingeix d'aquesta manera. El primer representa el cap d'un cadàver amb els ulls tancats per la mort, el segon cap del déu mateix, amb el nas trunct, mandíbules descarnades i com prefix un ganivet de pedra per als sacrificis. Un signe que es troba associat sovint al déu de la mort és una cosa semblant al nostre signe de tant per cent %. El déu de la mort era la deïtat patrona del dia CIMI, que significa mort en maia.
En el cas d'Ah Puch, estem davant d'una deïtat de primera classe, com ho prova la freqüència de les seves representacions en els còdexs. Com a cap dels dimonis, Hunhau regnava sobre el més baix dels nou mons subterranis dels maies, i encara avui creuen els maies moderns que sota la figura de Yum Cimil, el Senyor de la Mort, ronda entorn de les habitacions dels malalts en aguait de la seva presa.
Ah Puch és una deïtat malèvola. La seva figura està associada sovint amb el déu de la guerra i dels sacrificis humans, i les seves constants companys són el gos, l'au Moan i l'òliba, considerats com criatures de mal averany i de mort. De vegades se li denomina Senyor del novè infern o el Destructor de mons.